# Aubigny (Calvados)
Aubigny é uma comuna francesa na região administrativa da Normandia, no departamento de Calvados. Estende-se por uma área de 5,02 km². Em 2010 a comuna tinha 311 habitantes (densidade: 62 hab./km²).